# Gnaphaloryx stigmatifer
Gnaphaloryx stigmatifer es una especie de coleóptero de la familia Lucanidae.

## Distribución geográfica
Habita en las Islas Salomón.